# جارد هيس
جارد هيس (بالإنجليزية: Jared Hess) هو فنان قتال مختلط أمريكي، ولد في 13 نوفمبر 1983 في أوكلاهوما سيتي في الولايات المتحدة.

## وصلات خارجية
- جارد هيس على موقع بيلاتور (الإنجليزية)
- جارد هيس على موقع شيردوغ (الإنجليزية)
- جارد هيس على موقع IMDb (الإنجليزية)